# Azat Kırım
«Azat Kırım» (крим. «Вільний Крим») — газета, яка виходила кримськотатарською мовою в період окупації Криму нацистською Німеччиною.
Майже одразу після окупації Криму нацистська влада почала видавати місцеві газети. Російською мовою виходила газета «Голос Крыма», кримськотатарською — «Azat Kırım». Влітку 1943 р. тираж газети досягав 15 тисяч екземплярів.
Перший номер газети вийшов 11 січня 1942 року. У державному архіві Автономної республіки Крим зберігся комплект номерів газети з останнім номером, що датується 28 березня 1944 р. Спочатку газета видавалася як орган Сімферопольської міської управи, а з 30 січня 1942 р. видавалася як друкований орган Сімферопольського мусульманського комітету. У перших номерах газети в. о. головного редактора був Ізет-Нафе Нурієв, а з 30 січня 1942 р. головним редактором став Мустафа Куртієв (видатний діяч національного руху 1917—1918 рр.), з 25 травня 1943 р. Абдула Куркчі (літературний псевдонім — А. Зені), з 7 грудня 1943 р. — Мемет Муедінов (Севдіяр) (літературний псевдонім Решат Мемет).
Велику увагу газета приділяла історії та культурі кримських татар. Але вона була пронімецькою, публікувала промови та портрети Гітлера та Геббельса. Вміщувала також інформацію про нацистське керівництво та життя у Німеччині. Публікували карикатури на Сталіна, Молотова, Рузвельта, Черчиля. Траплялась також антисемітська пропаганда.